# 雪原

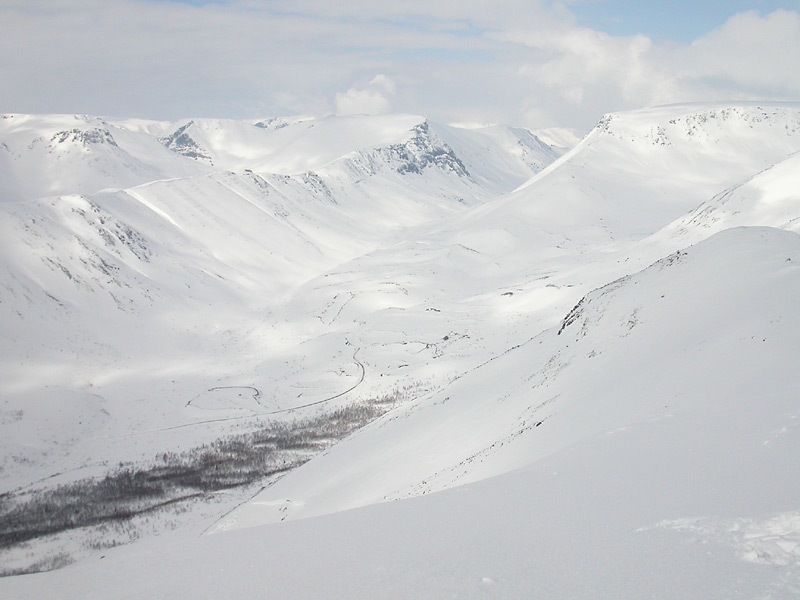
山岳地帯の雪原／冬のヒビヌイ山脈。

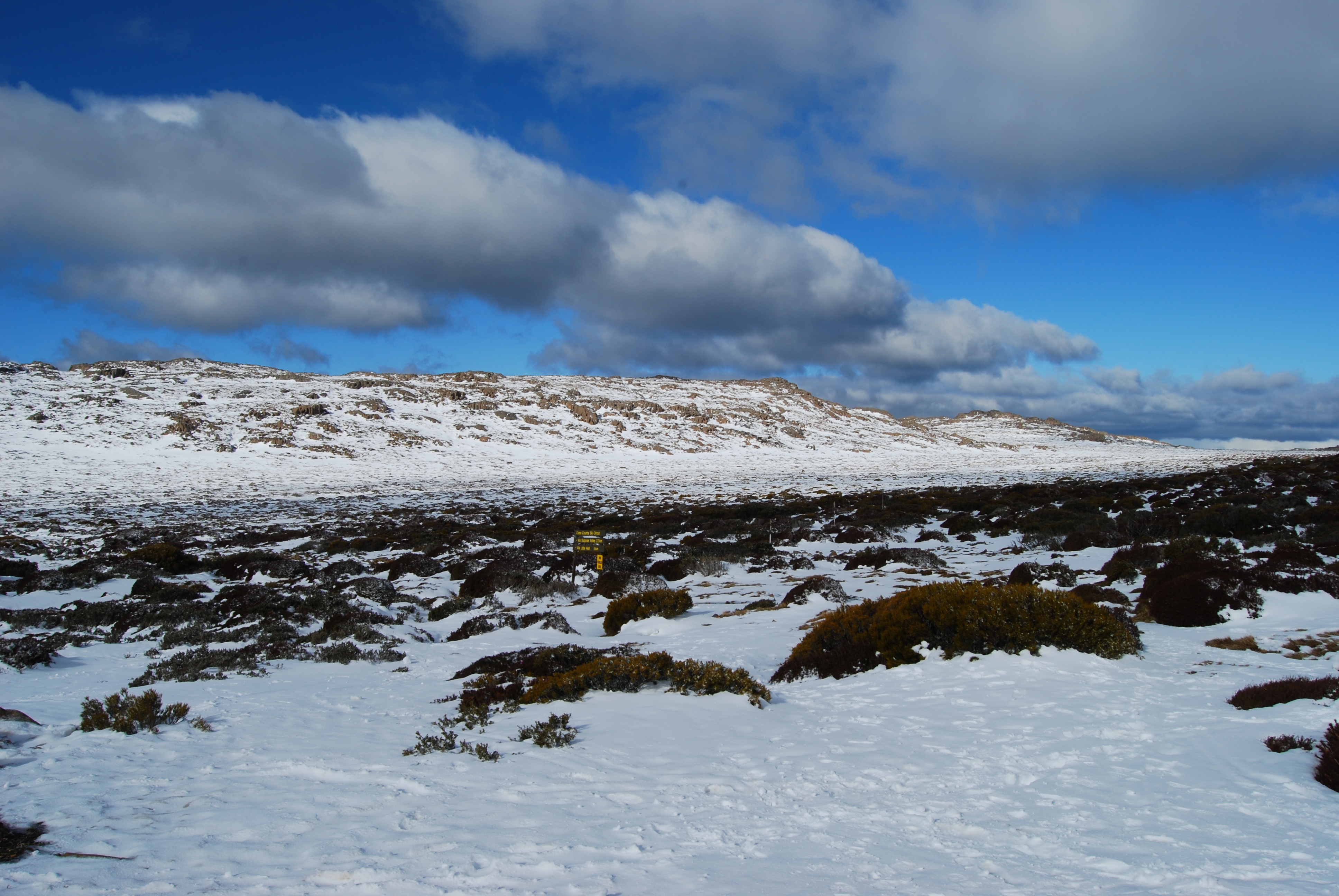
島の雪原／タスマニア島のベン・ロモンド。

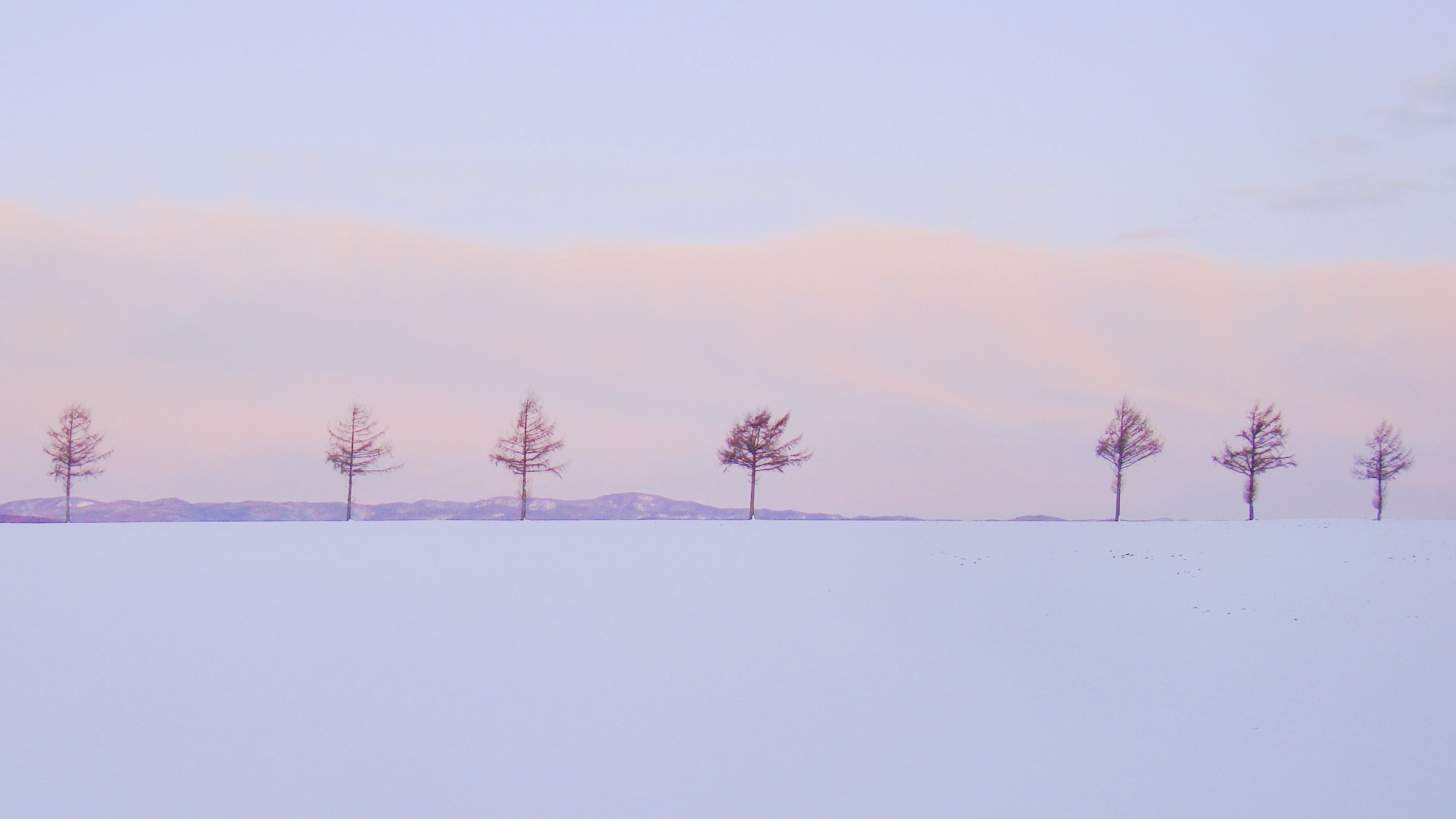
雪原となった冬の北海道の景勝地「メルヘンの丘」

雪原（せつげん、snow field）とは、地形用語としては、雪によって覆われた広範囲な土地で永続的な積雪の地域を指す。面積が小さい場合は雪田ともいう。山地で氷河地域に使用される。なお、氷河は雪原から生じる。
日本語では、冬の積雪時に一面の雪に覆われた雪野原も「雪原」と呼ばれる。

## 季語
季語としての雪原（せつげん）は、冬の季語（三冬の季語）である。分類は地理。季語としての「雪原」は、雪に覆われた冬の野原を指す。「枯野」ほど枯れ切った感じはない。季語「冬野」の子季語の一つである。完全同義の季語として、同じく「冬野」の子季語である雪の原（ゆきのはら）がある。例句については親季語「冬野」の項目にて記載した。